# Ironman d'Hawaï 1982 (octobre)
Navigation
Édition précédente Édition suivante
L'Ironman d'Hawaï 1982 (octobre) se déroule le 9 octobre 1982 à Kailua-Kona dans l'État d'Hawaï. Il est organisé par la Hawaï Triathlon Corporation qui en changeant la date de février à octobre organise exceptionnellement une seconde épreuve sur la même année.

## Résultats

### Hommes
| Pos.     | Temps            | Nom             | Pays       | Détail temps    | Détail temps | Détail temps    | Détail temps | Détail temps    |
| Pos.     | Temps            | Nom             | Pays       | Natation        | T1           | Cyclisme        | T2           | Course à pied   |
| -------- | ---------------- | --------------- | ---------- | --------------- | ------------ | --------------- | ------------ | --------------- |
|          | 09 h 08 min 23 s | Dave Scott      | États-Unis | 50 min 52 s     | 0 min 00 s   | 5 h 10 min 16 s | 0 min 00 s   | 3 h 07 min 15 s |
|          | 09 h 28 min 28 s | Scott Tinley    | États-Unis | 1 h 00 min 58 s | 0 min 00 s   | 5 h 18 min 09 s | 0 min 00 s   | 3 h 09 min 21 s |
|          | 09 h 36 min 53 s | Jeff Tinley     | États-Unis | 58 min 05 s     | 0 min 00 s   | 5 h 21 min 05 s | 0 min 00 s   | 3 h 17 min 43 s |
| 4        | 09 h 50 min 23 s | Scott Molina    | États-Unis | 52 min 48 s     | 0 min 00 s   | 5 h 26 min 20 s | 0 min 00 s   | 3 h 31 min 15 s |
| 5        | 09 h 52 min 43 s | Jody Durst      | États-Unis | 55 min 41 s     | 0 min 00 s   | 5 h 23 min 33 s | 0 min 00 s   | 3 h 33 min 29 s |
| 6        | 10 h 04 min 36 s | Kurt Madden     | États-Unis | 56 min 16 s     | 0 min 00 s   | 5 h 35 min 16 s | 0 min 00 s   | 3 h 33 min 04 s |
| 7        | 10 h 07 min 20 s | George Yates    | États-Unis | 1 h 07 min 42 s | 0 min 00 s   | 5 h 26 min 20 s | 0 min 00 s   | 3 h 33 min 18 s |
| 8        | 10 h 07 min 55 s | Dean Harper     | États-Unis | 53 min 30 s     | 0 min 00 s   | 5 h 47 min 06 s | 0 min 00 s   | 3 h 27 min 19 s |
| 9        | 10 h 07 min 24 s | Reed Gregerson  | États-Unis | 55 min 32 s     | 0 min 00 s   | 5 h 38 min 38 s | 0 min 00 s   | 3 h 34 min 14 s |
| 10       | 10 h 10 min 07 s | Ferdy Massimino | États-Unis | 53 min 32 s     | 0 min 00 s   | 5 h 28 min 51 s | 0 min 00 s   | 3 h 47 min 44 s |
| Source : |                  |                 |            |                 |              |                 |              |                 |

### Femmes
| Pos.     | Temps            | Nom                | Pays       | Détail temps    | Détail temps | Détail temps    | Détail temps | Détail temps    |
| Pos.     | Temps            | Nom                | Pays       | Natation        | T1           | Cyclisme        | T2           | Course à pied   |
| -------- | ---------------- | ------------------ | ---------- | --------------- | ------------ | --------------- | ------------ | --------------- |
|          | 10 h 54 min 08 s | Julie Leach        | États-Unis | 1 h 04 min 57 s | 0 min 00 s   | 5 h 50 min 36 s | 0 min 00 s   | 3 h 58 min 35 s |
|          | 10 h 58 min 21 s | Joann Dahlkoetter  | États-Unis | 1 h 14 min 04 s | 0 min 00 s   | 6 h 02 min 29 s | 0 min 00 s   | 3 h 41 min 48 s |
|          | 11 h 03 min 00 s | Sally Edwards      | États-Unis | 1 h 15 min 38 s | 0 min 00 s   | 6 h 19 min 27 s | 0 min 00 s   | 3 h 27 min 55 s |
| 4        | 11 h 10 min 53 s | Kathleen McCartney | États-Unis | 1 h 14 min 05 s | 0 min 00 s   | 5 h 51 min 43 s | 0 min 00 s   | 4 h 05 min 05 s |
| 5        | 11 h 18 min 14 s | Lyn Brooks         | États-Unis | 1 h 09 min 24 s | 0 min 00 s   | 6 h 34 min 03 s | 0 min 00 s   | 3 h 34 min 47 s |
| 6        | 11 h 21 min 58 s | Ardis Bow          | États-Unis | 59 min 37 s     | 0 min 00 s   | 6 h 03 min 42 s | 0 min 00 s   | 4 h 18 min 39 s |
| 7        | 11 h 29 min 55 s | Ann Darlene Drumm  | États-Unis | 1 h 09 min 33 s | 0 min 00 s   | 6 h 07 min 37 s | 0 min 00 s   | 4 h 12 min 45 s |
| 8        | 11 h 32 min 32 s | Kathie Rivers      | États-Unis | 1 h 08 min 15 s | 0 min 00 s   | 6 h 09 min 02 s | 0 min 00 s   | 4 h 15 min 15 s |
| 9        | 11 h 38 min 08 s | Jennifer Hinshaw   | États-Unis | 53 min 26 s     | 0 min 00 s   | 6 h 06 min 51 s | 0 min 00 s   | 4 h 37 min 51 s |
| 10       | 11 h 39 min 59 s | Cheryl Lloyd       | États-Unis | 1 h 11 min 35 s | 0 min 00 s   | 5 h 52 min 21 s | 0 min 00 s   | 4 h 36 min 03 s |
| Source : |                  |                    |            |                 |              |                 |              |                 |